# Tiszaújlak község
Tiszaújlak község (ukránul: Вилоцька селищна громада, magyar átírással: Vilocka szeliscsna hromada) alapfokú közigazgatási egység (község, ukránul hromada) Ukrajna Kárpátontúli területének Beregszszászi járásában. Székhelye Tiszaújlak (Vilok). Területe 137,35 km², lakossága 2020-as becslés szerint 14 836 fő. A község tanácsának élén 2024-ben Kovács István (Sztepan Karlovics Kovacs) polgármester áll.
Az ukrajnai közigazgatási reform során, 2020. június 12-én hozták létre az egykori Nagyszőlősi járás hat tanácsának, a tiszaújlaki, a verbőci mátyfalvai, a tiszaújhelyi, tiszakeresztúri, a mizslisznei és a salánki tanácsok összevonásával.

## Települések
A község egy vidéki településből (szeliscse) és tíz faluból (szelo) áll:

### Falvak
- Verbőc
- Feketepatak
- Mátyfalva
- Csonkás
- Oroszvölgy
- Tiszaújlak
- Tiszaújhely
- Tiszakeresztúr
- Karácsfalva
- Mizsliszne
- Salánk

A község falvai közül Verbőc, Mátyfalva, Tiszaújhely, Tiszakeresztúr. Mizsliszne és Salánk külön kerületet alkot, amelyek élén sztaroszta áll.